# Шанжене, Жан
Жан Шанжене (фр. Jean Changenet, упоминается в документах с 1485 по 1493 год) — французский художник авиньонской школы.

## Биография

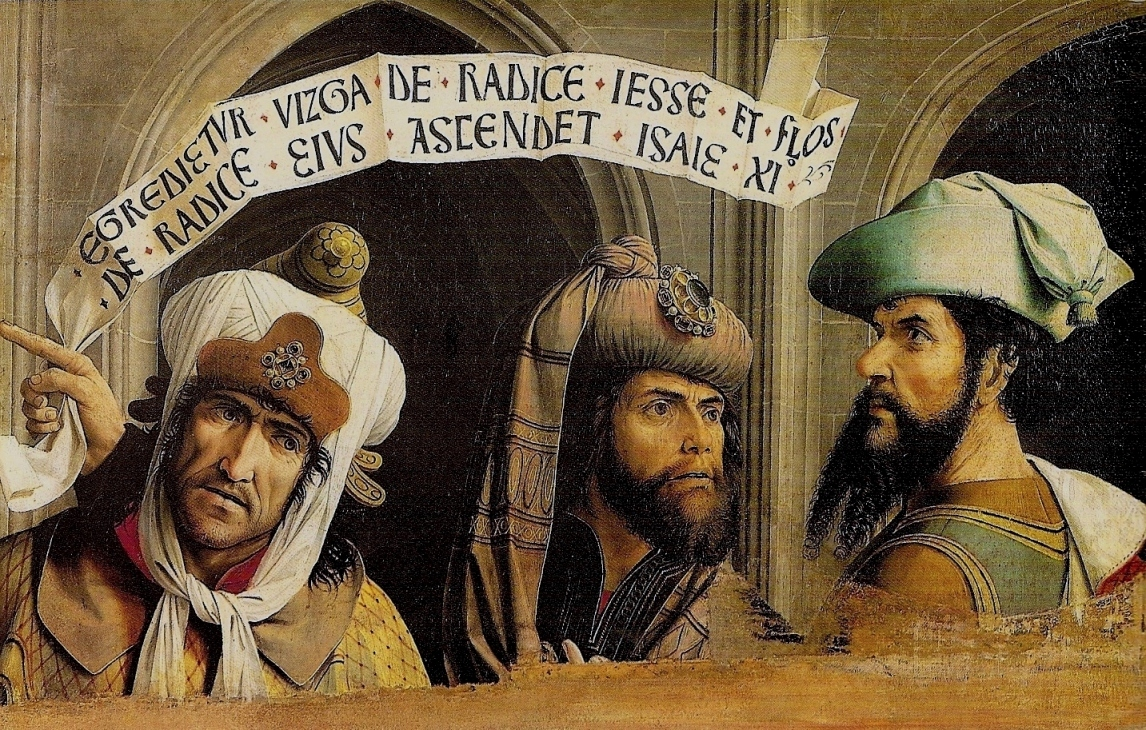
Жан Шанжене (?). Три пророка, ок. 1490 года, Лувр. Париж

Жизненный путь Жана Шанжене в документах освещён крайне скудно. Художник был родом из Бургундии, в 1480-х годах перебрался для работы в Авиньон, где успешно владел мастерской. Выполнял заказы, поступавшие и из других городов Прованса. С его домом породнился крупный авиньонский мастер Йос Лиферинкс, который женился на дочери Шанжене.
Кисти художника приписывается известная картина с изображением трёх библейских пророков из парижского Лувра. Далеко не все исследователи согласны с такой атрибуцией, тем не менее, само произведение, на котором автор изобразил пророков Исайю, Иеремию и Иезекииля, представляет собой образец живописи авиньонской школы конца XV века, ближе стоящий к голландскому групповому портрету XVII века, чем к средневековой религиозной живописи.